# 惣田紗莉渚
惣田紗莉渚（日语：／ Sōda Sarina */?，1993年1月18日—）是日本偶像藝人，為女子偶像團體SKE48 Team KII成員，埼玉縣浦和市（今埼玉市）出身，所屬經紀公司為Zest。

## 備註
1. ↑  前稱為株式會社SKE